# Arrondissement Dole
Dole is een arrondissement van het Franse departement Jura in de regio Bourgogne-Franche-Comté. De onderprefectuur is Dole.

## Kantons
Het arrondissement was tot 2014 samengesteld uit de volgende kantons:
- Kanton Chaussin
- Kanton Chemin
- Kanton Dampierre
- Kanton Dole-Nord-Est
- Kanton Dole-Sud-Ouest
- Kanton Gendrey
- Kanton Montbarrey
- Kanton Montmirey-le-Château
- Kanton Rochefort-sur-Nenon
- Kanton Villers-Farlay

Na de herindeling van de kantons bij decreet van 17 februari 2014 met uitwerking op 22 maart 2015 omvat het volgende kantons : 
- Kanton Authume
- Kanton Bletterans  (deel : 20/58)
- Kanton Dole-1
- Kanton Dole-2
- Kanton Mont-sous-Vaudrey
- Kanton Poligny  (deel : 10/42)
- Kanton Tavaux